# Chionaema okinawana
Chionaema okinawana är en fjärilsart som beskrevs av Matsumura 1930. Chionaema okinawana ingår i släktet Chionaema och familjen björnspinnare. Inga underarter finns listade i Catalogue of Life.